# Anthony Gilbert
Anthony Gilbert (* 26. Juli 1934 in London; † 5. Juli 2023) war ein britischer Komponist und Musikpädagoge.

## Leben
Gilbert arbeitete als Übersetzer, ehe er Musik zunächst bei Mátyás Seiber, dann am Morley College bei Anthony Milner und Alexander Goehr und schließlich in Tanglewood bei Gunther Schuller studierte. In den 1960er Jahren lebte er als Herausgeber zeitgenössischer Musik in London, bevor er 1970 als Granada Arts Fellow an die University of Lancaster ging.
Am Royal Northern College of Music gründete er die Abteilung für zeitgenössische Musik und wirkte bis zu seiner Pensionierung 1999 als Director of Composition Studies. Daneben leitete er während längerer Australien-Aufenthalte auch die Kompositionsabteilung des New South Wales State Conservatorium.
Er starb am 5. Juli 2023 im Alter von 88 Jahren.

## Werke (Auswahl)
- Elegy für Klavier, 1961
- Strophics für Violine und Klavier, 1961
- Piano Sonata no.1, 1962
- Duo für Violine und Viola, 1963
- Serenade für sechs Instrumente, 1963
- The Scene-Machine, einaktige Oper, 1972
- Symphony für Orchester, 1973
- The Chakravaka-Bird, Radiooper, 1977
- On beholding a Rainbow für Violine und Orchester, 1997
- Encantos, Liedzyklus, 2004
- People Pieces für Klavier, 2005
- Dark Singing, Dancing Light für Fagott und Streichquintett, 2005
- Dance-Concerto – Groove by Chants für Orchester, 2006